# 2015年诺贝尔和平奖
2015年诺贝尔和平奖被颁发给了突尼斯全国对话四方集团，表彰其“在2011年茉莉花革命后为突尼斯的多元化民主做出的决定性贡献”。
全国对话四方集团成立于2013年，由以下4个突尼斯社会组织组成：
- 突尼斯总工会（法語：UGTT, Union Générale Tunisienne du Travail）
- 突尼斯工业、贸易及手工业同盟（法語：UTICA, Union Tunisienne de l’Industrie, du Commerce et de l’Artisanat）
- 突尼斯人权联盟（法語：LTDH, La Ligue Tunisienne pour la Défense des Droits de l’Homme）
- 突尼斯律师协会（法語：Ordre National des Avocats de Tunisie）。

诺贝尔和平奖每年颁发给“为促进民族国家团结友好、取消或裁减军备以及为和平会议的组织和宣传尽到最大努力或作出最大贡献的人”。

## 提名
挪威诺贝尔委员会共收到了273份不同的和平奖提名，其中68份提名的被提名者是组织，其余205份的被提名者是个人。这是有记录来第二多的一次，少于2014年的278份。
许多媒体都会猜测谁将获得和平奖。 获奖者对大多数人是个意外。 媒体猜测的热门得主包括德国总理安格拉·默克尔，在欧洲难民危机中她允许大量难民和移民进入德国、美国国务卿约翰·克里与伊朗外长穆罕默德·贾瓦德·扎里夫，他们促成了联合全面行动计划、教宗方济各，他促成了古巴解冻、哥伦比亚总统胡安·曼努埃尔·桑托斯和哥伦比亚革命武装力量－人民军游击队领袖蒂莫莱翁·希门尼斯，他们促成了哥伦比亚武装冲突的和平解决， 以及曾被提名过的妇科医生德尼·慕克维格，他救助了数以千计的第二次刚果战争中的强奸受害者。

## 评委
诺贝尔和平奖由挪威诺贝尔委员会评选。 2015年的评委如下：
- 卡西·库尔曼·菲弗（2015年3月任委员会主席，1951年出生），挪威前保守党籍内阁成员。 2003年起担任委员。
- 巴丽特·瑞丝-安德森（副主席，1954年出生）,  律师、挪威司法部前国务秘书、挪威律师协会主席（代表工党）。2011年起担任委员。
- 英格-玛丽·于特霍恩（1941年出生）, 挪威前进步党籍议会成员。 2000年起担任委员。
- 托尔比约恩·亚格兰（1950年出生）, 前挪威议会成员与工党主席，现任欧洲理事会秘书长。自2009年至2015年3月担任委员会主席。
- 亨里克·塞斯（1966年出生），奥斯陆和平研究所高级研究员。2015年起担任委员。